# Iwafune
Iwafune (岩舟町?) è una cittadina giapponese della prefettura di Tochigi.